# Dubai Tennis Championships 2000 - Qualificazioni doppio
Le qualificazioni del doppio  del Dubai Tennis Championships 2000 sono state un torneo di tennis preliminare per accedere alla fase finale della manifestazione. I vincitori dell'ultimo turno sono entrati di diritto nel tabellone principale. In caso di ritiro di uno o più giocatori aventi diritto a questi sono subentrati i lucky loser, ossia i giocatori che hanno perso nell'ultimo turno ma che avevano una classifica più alta rispetto agli altri partecipanti che avevano comunque perso nel turno finale.
Le qualificazioni del doppio del torneo Dubai Tennis Championships 2000 prevedevano 4 coppie partecipanti di cui una è entrata nel tabellone principale.

## Teste di serie
1. Emilio Benfele Álvarez /  Sander Groen (Qualificati)

1. Lars Burgsmüller /  Dinu Pescariu (ultimo turno)

## Qualificati
1. Emilio Benfele Álvarez  /   Sander Groen

## Tabellone

### Legenda
| - Q = Qualificato - WC = Wild card - LL = Lucky loser | - ALT = Alternate - SE = Special Exempt - PR = Protected Ranking | - w/o = Walkover - r = Ritirato - d = Squalificato |

|  | Primo turno | Primo turno                           | Primo turno | Primo turno | Primo turno |  |  | Ultimo turno | Ultimo turno                        | Ultimo turno                        | Ultimo turno | Ultimo turno |  |
|  |             |                                       |             |             |             |  |  |              |                                     |                                     |              |              |  |
|  | 1           | Emilio Benfele Álvarez Sander Groen   | 7           | 3           | 6           |  |  |              |                                     |                                     |              |              |  |
|  |             | Younes El Aynaoui Sándor Noszály      | 65          | 6           | 3           |  |  | 1            | Emilio Benfele Álvarez Sander Groen | Emilio Benfele Álvarez Sander Groen | 6            | 6            |  |
|  | 2           | Lars Burgsmüller Dinu Pescariu        | 6           | 64          | 6           |  |  | 2            | Lars Burgsmüller Dinu Pescariu      | Lars Burgsmüller Dinu Pescariu      | 3            | 4            |  |
|  |             | Kirill Ivanov-Smolensky Vadim Kucenko | 3           | 7           | 1           |  |  |              |                                     |                                     |              |              |  |